# Малые Уни
Малые Уни — деревня в Унинском районе Кировской области.

## География
Располагается на расстоянии примерно 3 км по прямой на юго-запад от райцентра поселка Уни.

## История
Известна с 1873 года как деревня Малоунинцы (под старым кладбищем), в которой дворов 7 и жителей 89, в 1905 (починок Малые Уни) 13 и 72, в 1926 15 и 100 ( в том числе 90 удмурты), в 1950 23 и 100, в 1989 году здесь проживало 35 человек. До 2021 года входила в состав Унинского городского поселения до его упразднения.

## Население
Постоянное население  составляло 9 человек (удмурты 78%) в 2002 году, 5 в 2010.